# Callithea lugens
Callithea lugens är en fjärilsart som beskrevs av Druce 1903. Callithea lugens ingår i släktet Callithea och familjen praktfjärilar. Inga underarter finns listade i Catalogue of Life.